# 쉬즈모
쉬즈모(서지마, 중국어: 徐志摩, 병음: Xú Zhì Mó, 1897년~1931년)는 중국의 전 시인이다.

## 생애
쉬즈모는 1897년 저장성에서 독자로 태어났다. 1915년 항저우제일중학을 졸업하고 그해 장유이와 결혼했다. 1917년 톈진 베이양대학 법학과에 진학한 후 량치차오를 알게 되어 그를 스승으로 삼았다. 1918년 미국 유학길에 오른 쉬즈모는 클라크대학 역사학과에 들어간 지 1년 만에 명예 졸업하고 뉴욕 컬럼비아대학 경제학과에 입학해 1920년 석사 학위를 받는다. 러셀(Bertrand Russell)에 대한 존경심으로 영국으로 건너가 런던정경대학에서 반년을 보내는데 이때 량치차오의 친구인 린창민과 그의 딸 린후이인을 알게 되고 린후이인에게 운명적 사랑을 느낀다. 장유이와 1922년 정식 이혼을 한 후 유럽, 싱가포르, 홍콩, 일본 등지에 머물면서 자신의 열정을 시 창작에 쏟아부었고, 독자들은 사랑과 이별의 아픔을 노래한 그의 작품에 뜨거운 호응을 보였다.
린후이인에 대한 마음을 끝까지 포기하지 않았지만 그녀는 량치차오의 장남 량쓰청과 함께 미국 유학길에 오르고 쉬즈모는 다시 한번 실연의 고통을 겪는다. 1924년 우연히 선배인 왕겅의 아내 루샤오만을 알게 된 그는 다시 불같은 사랑에 빠진다. 그녀에게 불행한 결혼생활을 끝내고 자신과 결혼해 달라 청혼하지만 주위의 반대로 무산되고 이후 5개월간 시베리아를 거쳐 유럽을 순례하고 돌아와 ≪신보부간≫ 편집을 맡는다.
쉬즈모를 중심으로 한 신월시파는 신격률시 창작과 이와 관련한 연구와 토론을 하며 순수시 운동을 전개했다. 신월시파는 고전시와 구별되는 현대적 의미의 격률을 추구하며 질서와 균형을 내포하는 형식이 시적 표현에 장애가 돼서는 안 된다고 주장했다.
주변의 반대를 무릅쓰고 류샤오만과 결혼했지만 결혼 후 생활은 순탄치 않았다. 부친은 아들이 가족의 의견을 무시한 채 이혼과 재혼을 감행하자 경제적 지원을 끊었고 그가 생활비를 벌기 위해 여러 대학을 다니며 강의하고 원고를 쓰며 바쁘게 지내는 동안 류샤오만은 무료함을 견디다 못해 마작과 아편에 손을 대면서 관계가 소원해진다.
이후 베이징과 상하이를 오가며 바삐 지내던 쉬즈모는 린후이인의 부탁으로 베이징에 강의를 하러 가기 위해 비행기에 몸을 싣는데, 불행히도 이 비행기가 지난 부근에서 짙은 안개로 인해 추락한다. 이 사고로 쉬즈모를 포함한 탑승자 전원이 사망했다.
늘 자유를 꿈꾸었기에, ‘날고 싶다’는 표현이 유난히 많이 등장했던 그의 시구들, 그러나 자유와 광명에 대한 이상을 가슴에 품고만 살았지, 빈곤하고 낙후한 사회 현실에 대항해 투쟁할 용기는 없었기에, 그는 자신이 쌓아 올린 상상의 세계에서만 비상할 수 있었다. 자신이 선택해 짊어진 십자가가 너무 무겁고 힘겹게 느껴졌지만, 그렇다고 스스로 그 십자가를 저버릴 만큼 모질지는 못했던 시인 쉬즈모는 이렇게 갑자기 들이닥친 죽음의 급습에 운명을 달리하게 되었다.
1949년 중화인민공화국 성립 이후 그는 프롤레타리아 혁명 문학에 반대한 ‘부르주아 시인’으로 낙인찍혀 그의 작품은 형편없는 것으로 취급되었고, 이러한 그의 작품에 대한 족쇄는 1978년 개혁 개방 이후에야 풀리게 되었다.